# Valentyn Sylvestrov
Valentyn Vasyljovyč Sylvestrov (ukrajinsky: Валенти́н Васи́льович Сильве́стров; * 30. září 1937, Kyjev) je ukrajinský hudební skladatel současné klasické hudby a klavírista. Bývá řazen k postmoderně. "Novou hudbu nepíšu. Moje hudba je odpovědí a ozvěnou toho, co již existuje," shrnul svůj postmoderní postoj Sylvestrov, který sám svůj přístup nazval meta-hudbou (zkratka pro „metaforickou hudbu“). Přitom začínal jako modernista, v 60. letech spoluzakládal skupinu Kyjevská avantgarda, jejíž členové vycházeli zejména z odkazu Antona von Weberna a Darmstadské školy. Zlom u něj nastal po vyloučení z oficiálního Svazu skladatelů Ukrajiny v roce 1970, kdy se plně osvobodil a oddal se melodii, tonalitě a dramatičnosti. Zlomové byly především jeho Tiché písně. Po pádu Sovětského svazu začal také komponovat duchovní a náboženská díla ovlivněná stylem ruské a ukrajinské pravoslavné liturgické hudby, v těchto dílech se modernismu vzdálil nejvíce. Také prvky ukrajinského nacionalismu se vyskytují v některých jeho pozdních dílech, zejména v jeho sborovém díle Diptych. Zachycuje vlastenecká slova básně Testament (Заповіт) Tarase Ševčenka z roku 1845. Sylvestrov ho v roce 2014 věnoval památce Serhije Nigojana, který zemřel v roce 2014 jakožto první oběť Euromajdanu. Zhudebnil ale i verše Michaila Lermontova, Alexandra Puškina, Johna Keatse aj. Napsal dosud devět symfonií. Věnoval se také filmové hudbě, spolupracoval zejména s režisérkou Kirou Muratovovou (Poznávajíc širý svět, Čechovskije motivy, Ladič, Melodija dlja šarmanki). V letech 1955 až 1958 studoval Sylvestrov hru na klavír na Kyjevské večerní hudební škole a poté v letech 1958–1964 na Kyjevské konzervatoři. Kompozici ho zde učil Borys Ljatošynskij, harmonii a kontrapunkt Levko Revuckyj.